# Aršad Nadím
Aršad Nadím (* 2. ledna 1997, Paňdžáb, Pákistán) je pákistánský oštěpař. Je úřadujícím olympijským vítězem v hodu oštěpem mužů, držitelem olympijského rekordu v hodu oštěpem o délce 92,97 metru, kterého dosáhl na letních olympijských hrách v roce 2024 v Paříži. Je prvním Pákistáncem, který se kvalifikoval do finále jakékoli atletické události na olympijských hrách a na mistrovství světa v atletice.
Na Hrách Commonwealthu v roce 2022 vytvořil nový národní rekord a také rekord Her Commonwealthu hodem 90,18 m, a stal se prvním atletem z jižní Asie, který překonal hranici 90 m. Na mistrovství světa v atletice v roce 2023 se stal vůbec prvním pákistánským sportovcem, který získal medaili na mistrovství světa v atletice.  Na olympijských hrách v roce 2024 v Paříži získal zlatou medaili a vytvořil nový olympijský rekord.

## Život
Aršad Nadím se narodil v pákistánské provincii Paňdžáb. Je třetí nejstarší z osmi sourozenců. Od raných školních let byl výjimečně všestranným sportovcem. Ačkoli zkoušel všechny sporty, které jeho škola nabízela – kriket, badminton, fotbal a atletiku – jeho vášní se stal kriket.
Než se rozhodl pro hod oštěpem, věnoval se také vrhu koulí a hodu diskem. Soutěžit v hodu oštěpem začal v roce 2015. V roce 2016 získal stipendium od federace World Athletics, které mu umožnilo trénovat v tréninkovém centru na Mauriciu.
Na olympijských hrách debutoval na LOH v Tokiu, které se konaly v roce 2021. Stal se prvním Pákistáncem, který se kvalifikoval do finále jakéhokoli atletického závodu v historii olympijských her. V hodu oštěpem mužů skončil pátý hodem o délce 84,62 m.
V červenci 2022 se Nadím zúčastnil mistrovství světa v atletice 2022 v Eugene v americkém Oregonu, jako jediný zástupce z Pákistánu. Ve finále skončil pátý hodem 86,16 m.

### 2024
V červenci 2024 Nadeem skončil na 4. místě v pařížské Diamantové lize hodem dlouhým 84,21 metru.
Na letních olympijských hrách v Paříži v roce 2024 se zapsal do historie – stal se prvním Pákistáncem, který vyhrál individuální zlatou olympijskou medaili. Vytvořil nový olympijský rekord o délce hodu 92,97 metru. Předchozím olympijským rekordmanem byl Nor Andreas Thorkildsen, který na olympijských hrách v Pekingu v roce 2008 dosáhl mety 90,57 metru.

## Osobní život
Aršad Nadím je ženatý a má dvě děti, dceru a syna. Je muslimského vyznání.